# David Hirschel Fraenkel
David Hirschel Fraenkel (Berlín 1707-4 de abril de 1762 Berlín, Alemania) fue un rabino y joyero alemán. Fraenkel es considerado como uno de los más importantes rabinos del Judaísmo moderno junto a sus escritos. Fue el rabino principal de Berlín, talmudista, maestro y partidario de Moses Mendelssohn durante muchos años.

## Biografía
Nacido en Berlín, durante un tiempo fue rabino en la ciudad Dessau. Se convirtió en rabino principal de Berlín en el año de 1742. Fränkel ejerció una gran influencia como maestro del filósofo judío alemán Moses Mendelssohn, quien lo siguió a la capital prusiana.
Fue Fränkel quien llevó a Mendelssohn a conocer las obras del filósofo judío Maimónides y también el rabino Fränkel fue quien ayudó a Mendelssohn para que viva en la casa de Hayyim Bamberger durante un tiempo. Su nieto era Jonah Frankel, el empresario, banquero y filántropo judío alemán. Como talmudista, Frankel fue casi el primero en dedicarse al estudio del Talmud de Jerusalén, que había sido descuidado en gran medida.
Dio un gran impulso al estudio de esta obra con su Korban ha-Edah ("El sacrificio comunal"), un comentario en tres partes. Sus notas adicionales sobre el Talmud de Jerusalén y sobre Maimónides se publicaron, junto con el trabajo anterior, bajo el título Shirei Korban en la ciudad de Dessau en el año de 1743.
En medio de la Guerra de los Siete Años, pronunció un sermón que sería uno de los más famosos con el siguiente título:“Un sermón de Danck por la importante y maravillosa victoria: que la Hna. Königl. Mayor en Prusia el 5 de diciembre de 1757, sobre todo el ejército austríaco en Silesia, muy superior en número después de él, digno de alabanza". Fue predicado por el rabino el sábado de la 10 de diciembre, en la Sinagoga de los Judíos en Berlín.

## Fallecimiento
David Fraenkel fallece el 4 de abril de 1762 y es enterrado en el cementerio judío en Grosse Hamburger Strasse en Berlín. En la Segunda Guerra Mundial la ocupación nazi destrozo parte del cementerio. En el año 2005 historiadores y científicos alemanes pudieron encontrar los restos de Moses Mendelssohn y de su familia, sin embargo, no se encontraron los restos del rabino David Fraenkel.

## Escritos
- Schejare korban (Ordnung Moed des Jer. Talmuds plus Kommentar und Erläuterungen), Dessau 1743
- Schejare korban (Ordnung Naschim), Berlin 1757
- Schejare korban (Ordnung Nesiqin), Berlin 1760 (nicht vollständig)